# جيانيس جاينايوتاس
جيانيس جاينايوتاس (باليونانية: Γιάννης Γιαννιώτας)‏ (29 أبريل 1993 اليونان - ) هو لاعب كرة قدم يوناني، يلعب كمهاجم.

## وصلات خارجية
جيانيس جاينايوتاس على موقع الاتحاد الأوربي (الإنجليزية)
- جيانيس جاينايوتاس على موقع قاعدة بيانات كرة القدم.إي يو (الإنجليزية)
- جيانيس جاينايوتاس على موقع ناشيونال فوتبول تيمز (الإنجليزية)
- جيانيس جاينايوتاس على موقع Soccerway.com (الإنجليزية)
- جيانيس جاينايوتاس على موقع عالم كرة القدم.نت (الإنجليزية)
- جيانيس جاينايوتاس على موقع AS.com (الإسبانية)